# Kali Sindh
Der Kali Sindh (Hindi: काली सिंध; auch Kalisindh) ist ein rechter Nebenfluss des Chambal im Norden Indiens.
Der Kali Sindh entspringt am Barziri Hill am Nordhang des Vindhyagebirges nahe Bagli im Distrikt Dewas in Madhya Pradesh. Der Fluss fließt in überwiegend nördlicher Richtung. Nach 180 Kilometern erreicht er Rajasthan, wo er noch 171 Kilometer weiterfließt, bevor er in den Chambal mündet. Am Flusslauf liegen die Städte Sonkatch und Sarangpur. Die Festung Gagron liegt am linken Flussufer des Kali Sindh nahe der Stadt Jhalawar. Der Kali Sindh hat eine Länge von 351 Kilometern. Sein Einzugsgebiet umfasst 24.663 Quadratkilometer, wovon 7944 Quadratkilometer in Rajasthan liegen.